# Ingeborg-Bachmann-Preis 1987
Der Ingeborg-Bachmann-Preis 1987 war der 11. Wettbewerb um den Literaturpreis. Die Veranstaltung fand im Klagenfurter ORF-Theater des Landesstudios Kärnten statt. Die relative personelle Kontinuität der Juroren in den vorhergegangenen zehn Jahren erlebte einen Bruch: fast alle diesjährigen Jurymitglieder waren zum ersten Mal mit der Vergabe der Preise befasst.
Der erstmals ausgelobte Literaturförderpreis der Stadt Dachau wurde von den Autoren an Holocaust-Opferorganisationen gespendet.

## Autoren
- Ursula Kabas
- Urs Allemann
- Claudia Erdheim
- Werner Fritsch
- Claudia Guderian
- Friedrich Hahn
- Jutta Heinrich
- Paulus Hochgatterer
- Barbara Honigmann
- Anna Langhoff
- Irina Liebmann
- Manfred Maurer
- Linde Rotta
- Uwe Saeger
- Maria Seidemann
- Manfred Seiler
- Erich Wolfgang Skwara
- Martin Stephan
- Joseph von Westphalen

## Juroren
- Peter Demetz
- Manfred Diercks
- Jörg Drews
- Eckhard Henscheid
- Hellmuth Karasek
- Sigrid Löffler
- Werner Liersch
- Volkmar Parschalk
- Helga Schubert
- Reinhardt Stumm
- Herbert Zeman

## Preisträger
- Ingeborg-Bachmann-Preis (dotiert mit 150.000 ÖS): Uwe Saeger für „Ohne Behinderung, ohne falsche Bewegung“
- Preis des Landes Kärnten (dotiert mit 75.000 ÖS): Werner Fritsch für „Cherubim II: Wenzel Heindl, Das Wernerl“
- Stipendium der Kärntner Industrie (dotiert mit 30.000 ÖS): Anna Langhoff für „Das Notschlachtmesser in meiner Brust“, „Tausend Meter Herzsprung“, „Nordsees Odysseus“ und „Die Notwendigkeit“
- Literaturförderpreis der Stadt Dachau (dotiert zweimal 25.000 ÖS): von den Autoren gespendet an das Wiener Dokumentationszentrum des Bundes jüdischer Verfolgter des Naziregimes und an die Vereinigung der Verfolgten des Naziregimes
- Ernst-Willner-Preis (60.000 ÖS): Irina Liebmann für „Hast du die Nacht genutzt?“